# ワールドアイドル
『ワールドアイドル』（World Idol）は、2003年にイギリス・ITVで放送された特別番組。

## 概要
ポップアイドルを制作したITVは世界各国のアイドルシリーズの優勝者がロンドンに集結し、世界一のアイドルを決めようと、クリスマスと新春特別番組として放送された。ロンドンのファウンテン・スタジオで収録。ポップアイドルの司会アント&デックが司会を務め、サイモン・コーウェルら11名の各国審査員を務めた。
投票はユーロビジョン・ソング・コンテストと同じ。ただし自国での投票はできない。代わりに、自らの国は12点が入った。大会はアラブ諸国（アラビア語）を除き英語で歌われた。カナダはFOX経由でCTVで放送された。

## 結果
| 順位 | 歌手                   | 国               | 得点 | 曲 - オリジナルアーティスト                                             |
| ---- | ---------------------- | ---------------- | ---- | ----------------------------------------------------------------------- |
| 1    | クルト・ニルセン       | ノルウェー       | 106  | ビューティフル・デイ - U2                                               |
| 2    | ケリー・クラークソン   | アメリカ合衆国   | 97   | You Make Me Feel (Like A Natural Woman) - アレサ・フランクリン          |
| 3    | ピーター・エブラール   | ベルギー         | 83   | Lithium - ニルヴァーナ                                                  |
| 4    | ハインツ・ウィンクラー | 南アフリカ共和国 | 80   | ミス・ア・シング - エアロスミス                                         |
| 5    | ウィル・ヤング         | イギリス         | 72   | Light My Fire - ホセ・フェリシアーノ                                    |
| 6    | ライアン・マルコム     | カナダ           | 62   | He Ain't Heavy, He's My Brother - ザ・ホリーズ                          |
| 7    | ガイ・セバスチャン     | オーストラリア   | 56   | What A Wonderful World - ルイ・アームストロング                         |
| 8    | Alicja "Alex" Janosz   | ポーランド       | 55   | I Don't Know How To Love Him (ジーザス・クライスト・スーパースターより) |
| 9    | Alexander Klaws        | ドイツ           | 45   | Maniac - マイケル・センベロ                                             |
| 10   | Diana Karazon          | アラブ諸国       | 45   | Ensani Ma Binsak (オリジナル)                                           |
| 11   | Jamai Loman            | オランダ         | 36   | Sorry Seems To Be The Hardest Word - エルトン・ジョン                   |